# Dieter Grimm
Dieter Grimm (ur. 11 maja 1937 w Kassel) – niemiecki prawnik, w latach 1987–1999 sędzia Federalnego Trybunału Konstytucyjnego w Karlsruhe.

## Życiorys
Dieter Grimm studiował prawo i nauki społeczne na Uniwersytecie we Frankfurcie nad Menem i Uniwersytecie we Fryburgu, a także na Wolnym Uniwersytecie Berlińskim, Uniwersytecie Paryskim i Uniwersytecie Harvarda. Jako student był stypendystą Cusanuswerk, katolickiej fundacji kierującej swe programy do uzdolnionych studentów. W 1965 uzyskał tytuł Master of Laws. W 1967 zdał egzaminy państwowe, w 1971 doktoryzował się na Uniwersytecie we Frankfurcie nad Menem (temat rozprawy Solidarność jako reguła prawa), a w 1979 uzyskał habilitację. Grimm pracował wówczas w Instytucie Maksa Plancka we Frankfurcie (Instytut Europejskiej Historii Prawa).
W 1979 Grimmowi zaoferowano profesurę na Uniwersytecie w Bielefeld, gdzie wykładał prawo publiczne do 1987. W latach 1984–1990 był dyrektorem Centrum Badań Interdyscyplinarnych (Zentrum für interdisziplinäre Forschung). Od 1999 profesor na Uniwersytecie Humboldtów w Berlinie, a od października 2001 do marca 2007 rektor Wissenschaftskolleg zu Berlin. Był członkiem wielu szkół i akademii: wykładał prawo konstytucyjne na New York University, Yale University, University of Toronto, a także w Uniwersytecie Rzymskim.
Od 2002 Grimm był członkiem rady nadzorczej telewizji ZDF.
W 1987 został wybrany do Pierwszego Senatu Federalnego Trybunału Konstytucyjnego, gdzie zastąpił Konrada Hessego. Jako sędzia wielokrotnie zgłaszał zdania odrębne – między innymi do wyroku w sprawie Reiten im Walde (BVerfGE 80, 137). Był uważany za obrońcę roli ustawy zasadniczej w życiu Niemiec. Po zakończeniu kadencji Grimma zastąpił Wolfgang Hoffmann-Rie.
Określa siebie jako liberalnego w niemieckiej tradycji intelektualnej.
Publikuje w językach niemieckim i angielskim. Kontrowersje wywołał jego esej Reforma państwa prawa jako postulat demokracji z 1980.
W 1999 Dieter Grimm został odznaczony Wielkim Krzyżem Zasługi z Gwiazdą Republiki Federalnej Niemiec.

## Prace
- Anforderungen an künftige Medienordnungen, Köln 2003, ISBN 3-934156-69-X.
- Die Verfassung und die Politik: Einsprüche in Störfällen, München 2001, ISBN 3-406-48205-8.
- Das Reichsgericht in Wendezeiten, Leipzig 1997, ISBN 3-931922-30-8.
- Zur Neuordnung der Europäischen Union. Die Regierungskonferenz 1996/97, Baden-Baden 1997, ISBN 3-7890-4688-4.
- Die Zukunft der Verfassung, Frankfurt am Main 1991, ISBN 3-518-28568-8.
- Solidarität als Rechtsprinzip, Frankfurt 1973
- Recht und Staat der bürgerlichen Gesellschaft, Frankfurt 1987
- Deutsche Verfassungsgeschichte Band I: Vom Beginn des modernen Verfassungsstaats bis zum Ende des Deutschen Bundes, Frankfurt 1988
- Die Zukunft der Verfassung, Frankfurt 1991
- Constitucionalismo y derechos fundamentales, ze wstępem Antonio Lópeza Piny, Madrid 2006
- Braucht Europa eine Verfassung?, München 1995
- Das Reichsgericht in Wendezeiten, Leipzig 1997
- Die Verfassung und die Politik Einsprüche in Störfällen, München 2001 (w przekładzie port.:Constituição e Política, Belo Horizonte 2006)
- Wissenschaftsfreiheit vor neuen Grenzen?, Göttingen 2007
- Souveränität. Herkunft und Zukunft eines Schlüsselbegriffs, Berlin 2009
- Entstehung, Funktion und Zukunft der modernen Verfassung, Pekin 2009 (w jęz. chińskim)
- Die Würde des Menschen ist unantastbar, Stuttgart 2010

Jako współautor:
- z H. Mohnhauptem: Verfassung. Zur Geschichte des Begriffs von der Antike bis zur Gegenwart. Zwei Studien, Berlin 2002, ISBN 3-428-10952-X.
- z E. Denningerem: Derecho constitutional para la sociedad multicultural, tłum. Ignacio Gutiérrez Gutiérrez, Madrid 2007
- z E. Ballerstedt i S. van Buiren: Richterliches Handeln und technisches Risiko, Baden-Baden 1982